# Bãi biển khỏa thân

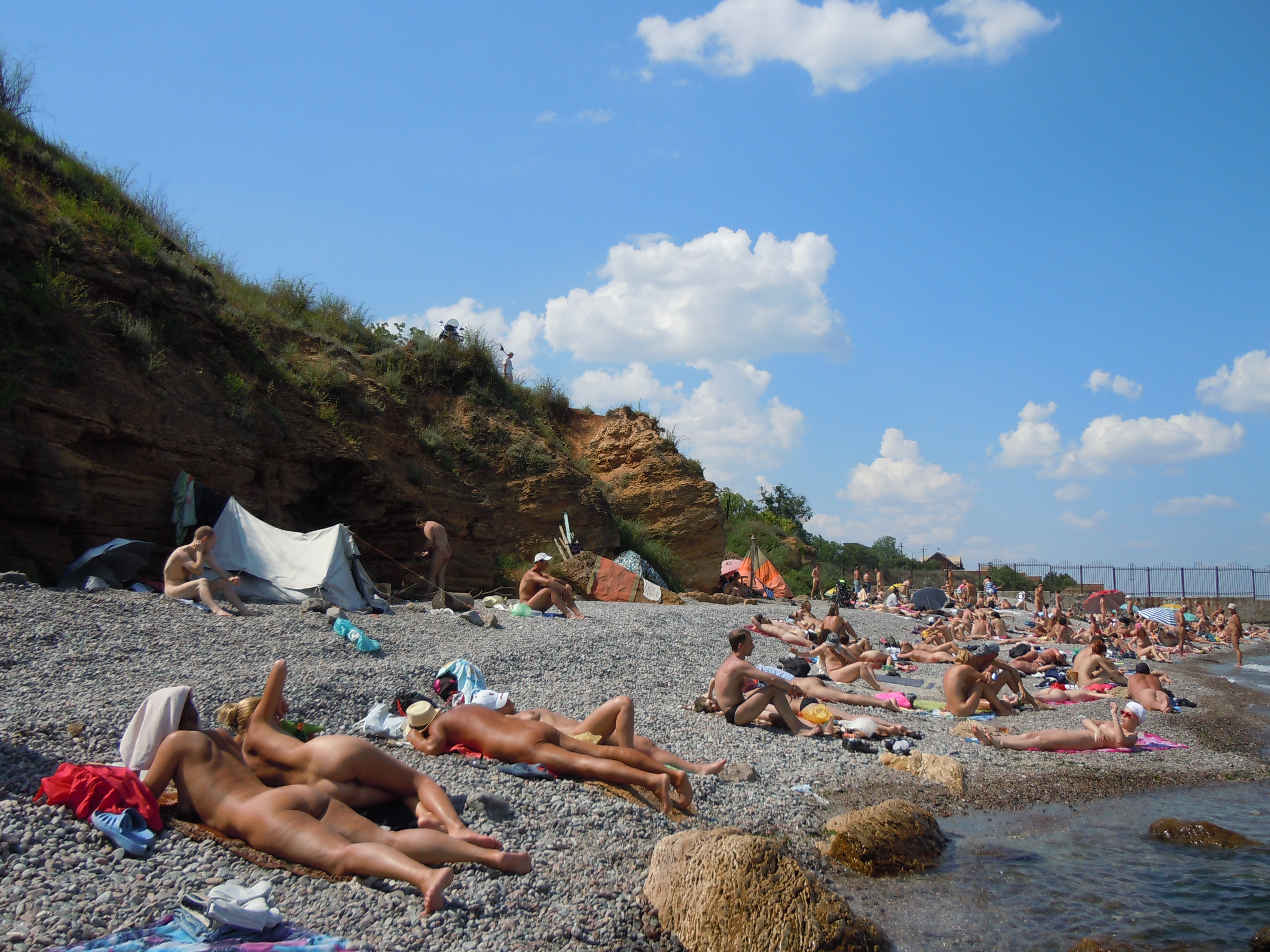
Bãi biển khỏa thân ở Odessa

Bãi biển khỏa thân, bãi tắm tiên hay bãi tắm khỏa thân là bãi tắm (có thể ở ven biển hoặc sông, suối) nơi người ta có thể bơi, tắm và tổ chức các hoạt động sinh hoạt trong tình trạng không mặc quần áo. Trên thực tế ở các bãi biển này thường bao gồm hỗn hợp cả người mặc lẫn không mặc quần áo. Việc sử dụng các bãi biển khỏa thân và các dịch vụ cơ sở ở đó thường là bình thường, không yêu cầu đặt trước. Các bãi biển khỏa thân có thể chính thức (bị xử phạt hợp pháp), không chính thức (được người dân và cơ quan thực thi pháp luật thỏa thuận) hoặc bãi biển trong tình trạng bất hợp pháp.
Ở một số quốc gia, các bãi biển khỏa thân tương đối ít về số lượng và thường ở một khoảng cách xa các thành phố, và việc tiếp cận đôi khi khó khăn hơn so với một bãi biển thông thường. Ở một số quốc gia khác, như Đan Mạch, hầu hết các bãi biển là tùy chọn mặc hay khỏa thân. Bơi khỏa thân là một trong những hình thức khỏa thân phổ biến nhất ở nơi công cộng. Không nên nhầm lẫn một bãi biển khỏa thân với bãi biển ngực trần. Một bãi biển khỏa thân được coi là một bãi biển không mặc quần áo. Ở Đức cũng có bãi biển khỏa thân, người ta gọi đó là FKK. Văn hóa khỏa thân FKK – FREIKÖRPERKULTUR là một nét văn hóa thể hiện cho sự tự do, giải phóng cơ thể của người Đức. Xuất hiện từ những cuối thế kỷ 19, dù có giai đoạn bị phản đối và ngăn cấm dữ dội, nhưng FKK vẫn còn tồn tại và được nhắc ngay đến khi nghĩ đến văn hóa Đức.
Các bãi biển khỏa thân có xu hướng tách biệt khỏi khu vực tắm không khỏa thân. Trong các trường hợp khác, để duy trì một không gian thoải mái giữa những người sử dụng bãi biển, một biển báo thường được đặt trên các bãi biển để cảnh báo những người không thoải mái với hình ảnh khoả thân, cũng như hữu ích cho những người sử dụng bãi biển khỏa thân vốn không thích bị theo dõi bởi những người mặc quần áo.

## Các loại bãi biển khỏa thân
Hầu hết các bãi biển khỏa thân được chấp nhận sau nhiều năm sử dụng làm bãi biển khỏa thân. Nhiều khu vực bãi biển "không được quản lý" đã được các địa phương chấp nhận.
Có một số loại bãi biển khỏa thân:
- Bãi biển khỏa thân bắt buộc, điều này là phổ biến trong các khu nghỉ mát khỏa thân.
- Bãi biển khỏa thân được khuyến khích nhưng không bắt buộc. Điều này là phổ biến hơn khi bãi biển là một phần của một khu nghỉ mát tư nhân hoặc tài sản tư nhân khác. Trên các bãi biển này, hầu hết mọi người khỏa thân, nhưng không bắt buộc tất cả.
- Bãi biển quần áo là tùy chọn, nghĩa là khoả thân được phép nhưng không bắt buộc. Hầu hết các bãi biển ở Đan Mạch và một số bãi biển ở Na Uy là bãi biển tùy chọn. Một bãi biển tùy chọn quần áo khá lớn và phổ biến ở Hoa Kỳ là Haulover Park ở Bal Harbor, Florida.[1] Trên những bãi biển này, có thể khỏa thân, mặc quần áo và những kiểu khác.
- Bãi biển khỏa thân công cộng không chính thức được chính quyền địa phương chấp nhận, họ chủ yếu nhắm mắt làm ngơ hoặc không thực thi luật pháp địa phương.
- Bãi biển khỏa thân bất hợp pháp là nơi mọi người khỏa thân lén lút, dễ bị phạt tiền hoặc bắt giữ.

## Các nước châu Á

### Việt Nam
- Phú Quốc: dịch vụ tắm cho khách du lịch tại suối[2]
- Sông Hồng: bãi giữa, đi theo cầu Long Biên xuống, bắt đầu rộ lên từ khoảng năm 2008. Nhiều người ra đây tranh thủ tập luyện yoga, đá bóng; có người mặc quần đùi, quần lót và nhiều người khỏa thân[3]

### Trung Quốc
- Bãi tắm ở tỉnh Tứ Xuyên đã từng mở cửa năm 2002, bị cấm và sau đó mở cửa trở lại[4]

## Châu Âu
Ở Pháp có một bãi biển nghỉ mát được coi là nơi đầu tiên trên thế giới dành cho những người theo chủ nghĩa khỏa thân tụ tập sinh hoạt thuộc thị trấn Vendays-Montalivet

## Thư viện ảnh

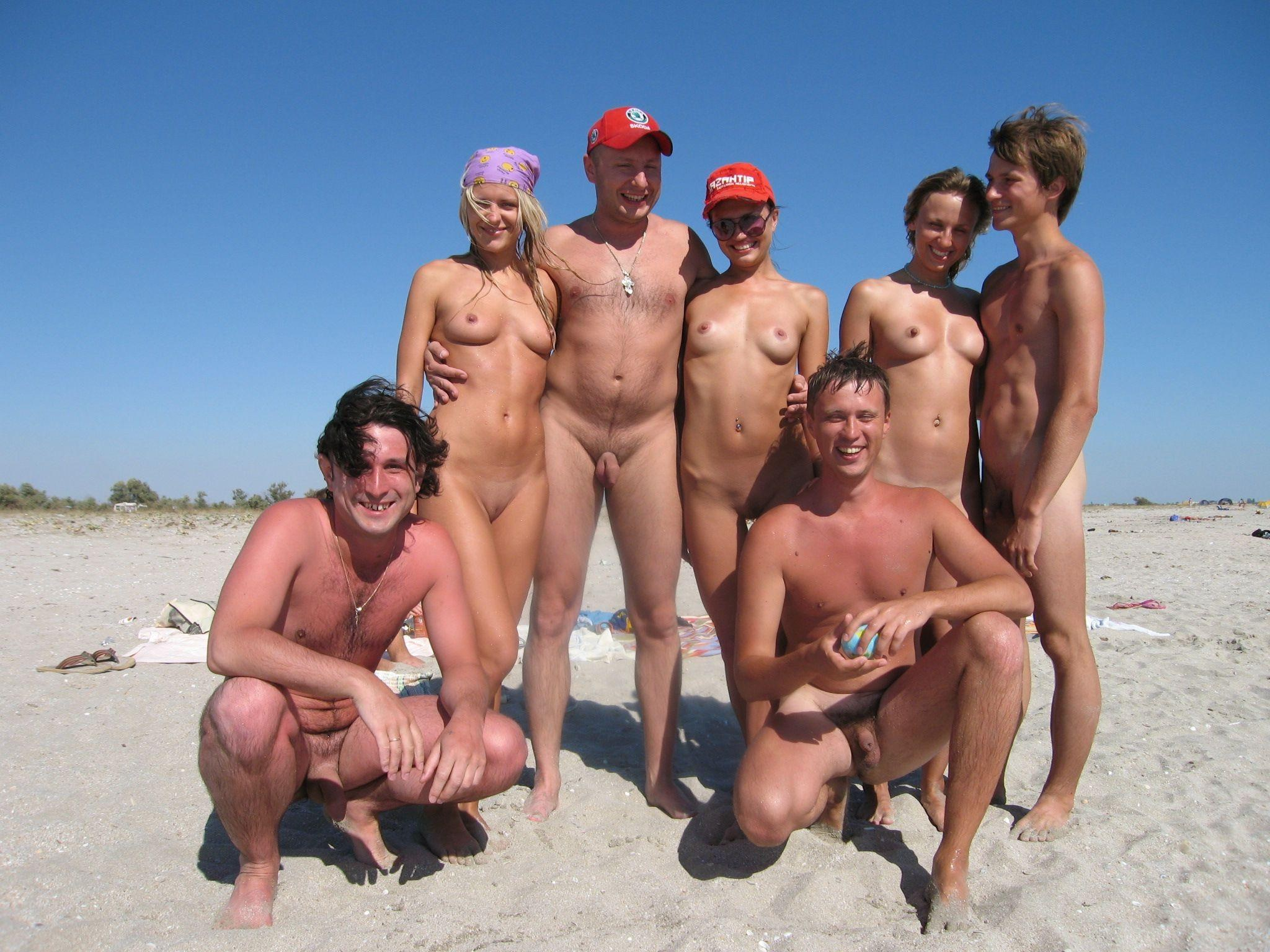
Nam nữ theo chủ nghĩa khỏa thân
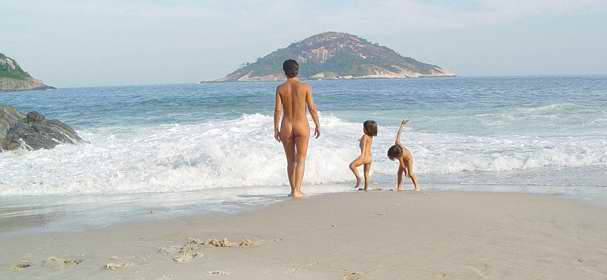
Một gia đình ở bãi biển Abricó, Brazil
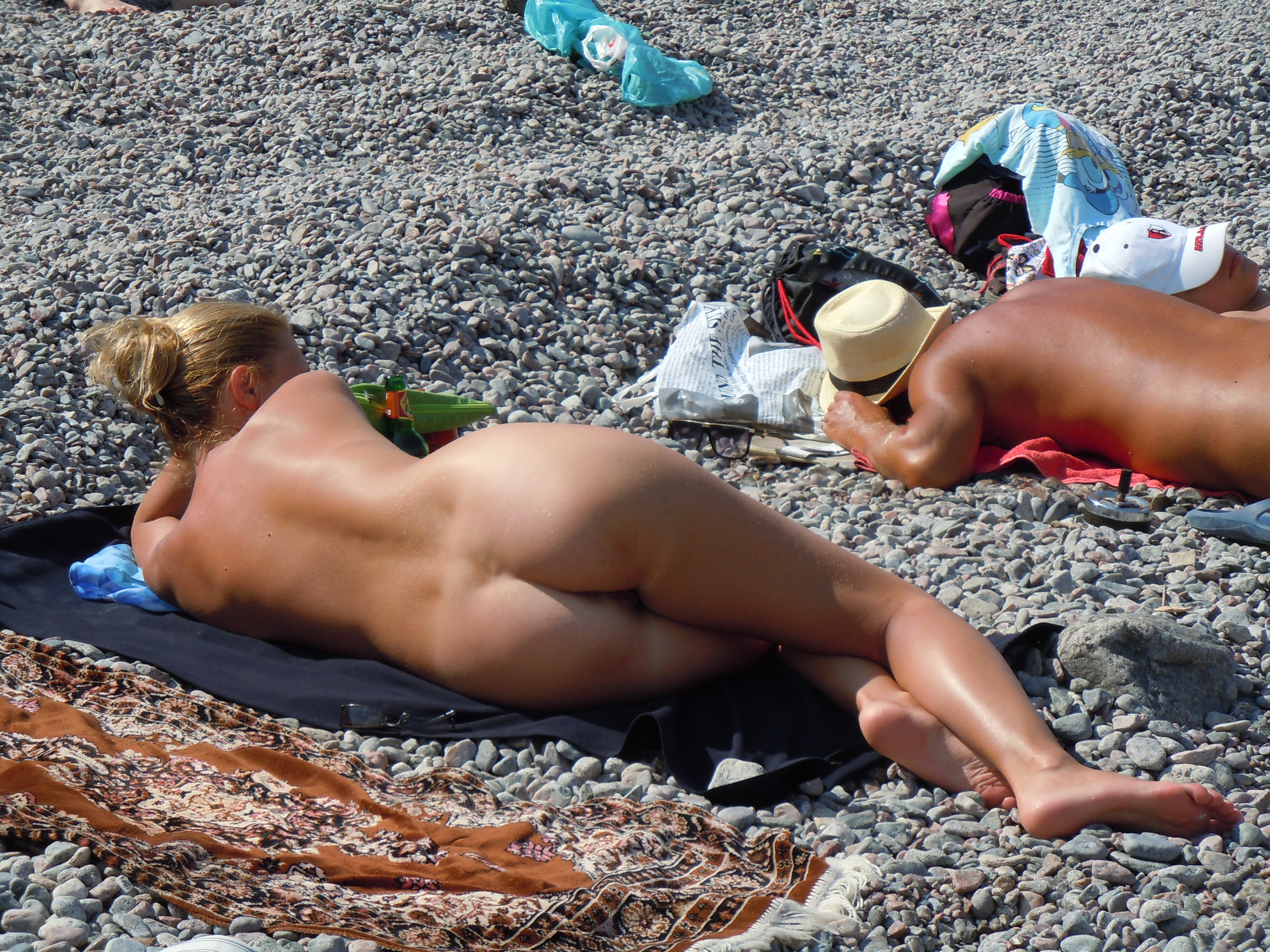
Một phụ nữ trên bãi biển khỏa thân ở Odessa
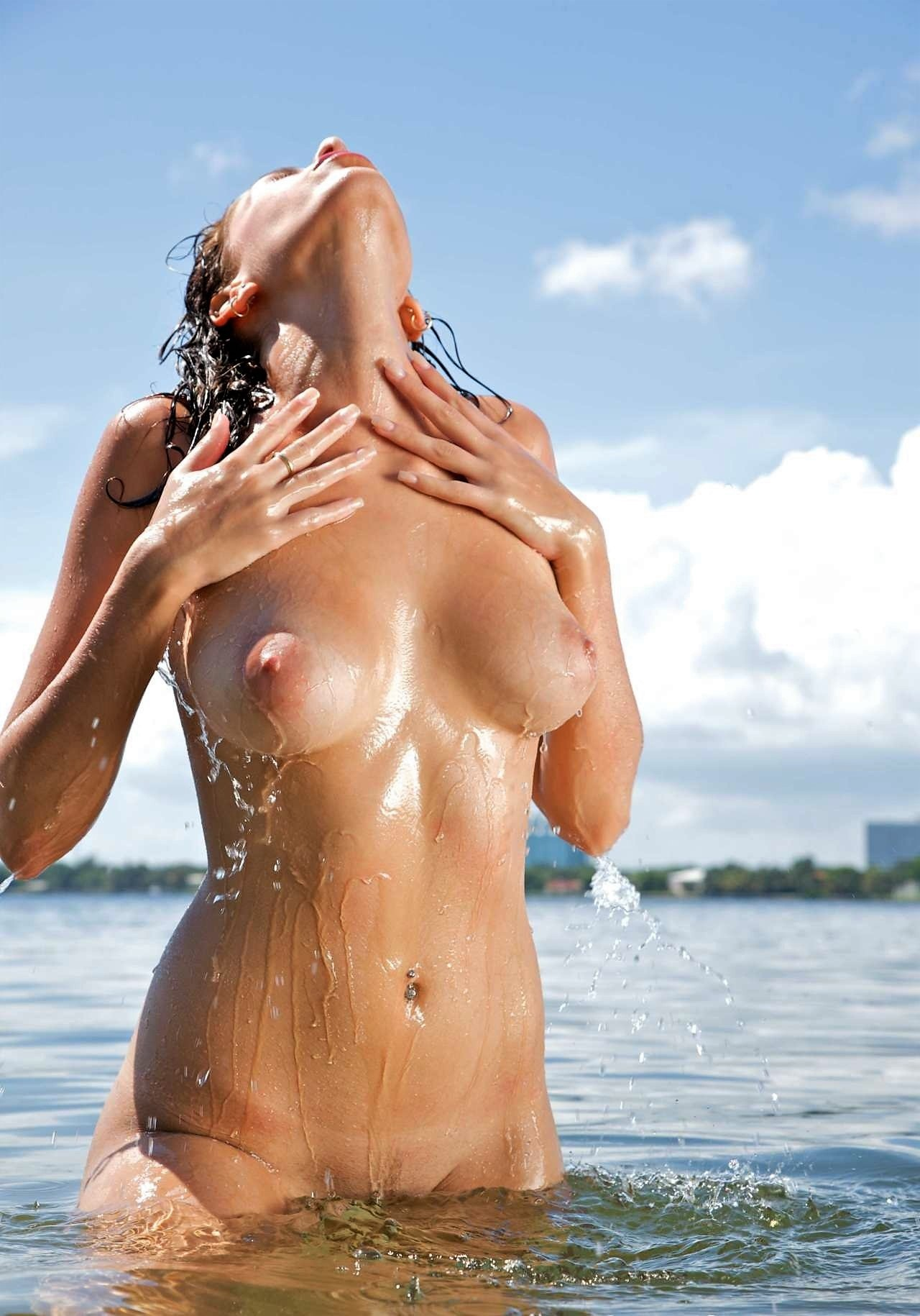
Một phụ nữ khỏa thân tắm trong đại dương ở Florida